# جاك آس: الفلم
جاك آس: الفيلم (بالإنجليزية: Jackass: The Movie) فيلم أمريكي من أفلام تلفزيون الواقع أطلق في عام 2002 وتم إخرجه من قبل جيف تريمين، كان شعار الفيلم «لا تقم بهذا في المنزل».
وهذا الفيلم هو امتداد لمسلسل قناة «إم تي في» تحت نفس الاسم ولنفس الأبطال، حيث يقومون بعدد من الأمور الخطرة بطابع كوميدي، وقد حقق الفيلم نجاح هائل مما جعلهم يتبعونه بجزئين آخرين.

## الميزانية والإيرادات
بلغت تكلفة إنتاج الفيلم حوالي 5 ملايين دولار بينما حقق أرباحا تقدر بـ 79.4 مليون دولار.

## وصلات خارجية
- مقالات تستعمل روابط فنية بلا صلة مع ويكي بيانات